# Darda (Kroatien)

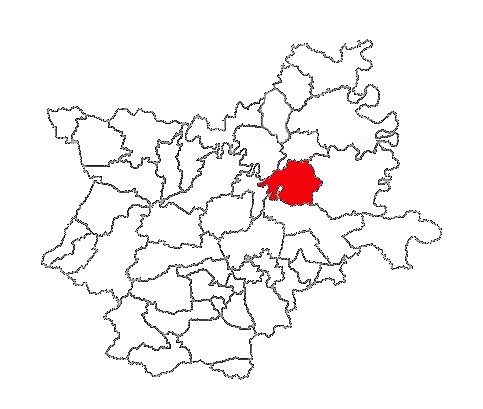
Lage der Siedlung Darda in der Gespanschaft Osijek-Baranja

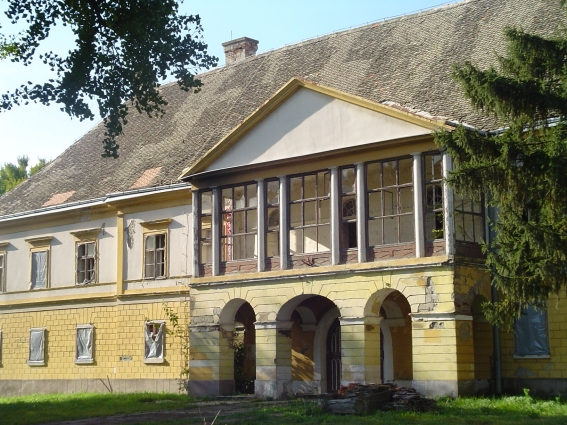
Schloss Esterhazy in Darda

Darda (ungarisch Dárda, serbisch-kyrillisch Дарда, deutsch Lanzenau) ist eine Gemeinde im Nordosten Kroatiens in der Gespanschaft Osijek-Baranja.
Der Hauptwirtschaftszweig der fruchtbaren Gemeinde ist Landwirtschaft mit dem Großkonzern Belje d.d. als Motor der Region.

## Lage
Geographisch gesehen ist diese Gemeinde nicht nur wegen der kurzen Entfernung (10 km) zu Osijek, dem Sitz der Gespanschaft Osijek-Baranja von großer Bedeutung, sondern auch, weil die Landstraße und die Kroatische Bahn, die durch Darda verlaufen, Osijek mit Ungarn verbinden. Darda liegt zudem mit den Gemeinden Bilje und Čeminac im südwestlichen Teil der Baranja, seine Geschichte hebt sich also von jener des angrenzenden Slawoniens ab.

## Geschichte
Die strategische Bedeutung dieses Gebiets ist schon lange bekannt, denn schon zur Zeit der Römer benutzte man Darda als strategischen Verbindungspunkt zwischen Osijek und Budapest. Die ersten Dokumente, in denen Darda erwähnt wurde, stammen aus dem Jahre 1410. Damals gehörte Darda zum Besitz von Ladislav Sigetti. Doch das älteste Einwohnerverzeichnis Dardas wurde erst 1690 veröffentlicht und es zeigt, dass damals 75 Familien auf diesem Gebiet gewohnt haben.

## Siedlungen und Bevölkerung
Heute setzt sich die Gemeinde Darda aus vier Siedlungen zusammen, in denen insgesamt 5464 Einwohner leben (Volkszählung 2021).
Die vier Siedlungen heißen:
- Darda (4182 Einwohner)
- Mece (882 Einwohner)
- Švajcarnica (196 Einwohner)
- Uglješ (507 Einwohner)

In der Gemeinde Darda leben Menschen unterschiedlicher Nationalitäten:
- Kroaten 3848 (55,70 %)
- Serben 1603 (23,20 %)
- Roma 650 (9,41 %)
- Ungarn 482 (6,98 %)
- Deutsche 38 (0,55 %)
- Rumänen 26 (0,38 %)
- Albaner 23 (0,33 %)
- Bosniaken 19 (0,28 %)
- Montenegriner 19 (0,28 %)
- Slowaken 17 (0,25 %)
- Slowenen 11 (0,16 %)
- Andere 172 (2,49 %)

Außerdem sind in der Gemeinde Darda drei Glaubensrichtungen vertreten, die römisch-katholische, die orthodoxe und die Zeugen Jehovas.

## Wirtschaft
Wirtschaftlich gesehen ist in der Gemeinde Darda Belje die wichtigste Firma, die sich mit der Herstellung von Nahrung beschäftigt.
Ein Teil der Einwohner Dardas führt landwirtschaftliche Kleinbetriebe (Familienbetriebe).

## Bildung
Da die Gemeinde Darda nicht besonders groß ist, gibt es nur eine  Grundschule und den Kindergarten Radost.

## Das gesellschaftliche und kulturelle Leben in Darda
Die gesellschaftlichen und kulturellen Angebote in Darda sind abwechslungsreich und vielseitig.
- Kulturvereine
  - Die kroatische kulturelle künstlerische Gesellschaft Darda
  - Die romanische kulturelle künstlerische Gesellschaft Darda
  - Die serbische kulturelle Gesellschaft
- Sportvereine
  - Fußballverein Darda
  - Fußballverein Radnički in Mece
  - Handballverein Darda für Frauen
  - Tischtennisverein Darda
  - Karateverein Darda
  - Reitverein Baranja in Darda
  - Basketballverein Darda
  - Bowlingverein Darda
  - Jägerverein Fazan in Darda
  - Anglerverein Amur in Darda
  - Anglerverein Bjelica in Mece
- Andere Vereine
  - Jugendklub Darda
  - Rentnerverein der Gemeinde Darda
  - Frauenverein der Gemeinde Darda
  - Rotes Kreuz Darda
  - Freiwillige Feuerwehr Darda